# Oku Yasukata
In deze Japanse naam is Oku de familienaam
Graaf Oku Yasukata (Japans: 奥 保鞏) (Kokura, 1 mei 1847 - Tokio, 19 juli 1930) was een Japans veldmaarschalk.

## Samoerai
Oku werd geboren in een familie van samoerai. Hij vocht tijdens de Boshin-oorlog in het leger van het naburige domein Choshu (長州藩, Chōshū han) om het Tokugawa-shogunaat omver te werpen en de Meiji-restauratie te bewerkstelligen.

## Gevechten
Hij werd commandant in het nieuwe Japans Keizerlijk Leger en vocht in de Saga-opstand van 1871 tegen samoerai-opstandelingen. Hij kwam heelhuids terug van de Taiwan-expeditie van 1874. Tijdens de Satsuma-opstand verdedigde hij als commandant ven het 13e infanterieregiment Kasteel Kumamoto tegen de belegering.
Tijdens de Eerste Chinees-Japanse Oorlog volgde Oku generaal Nozu Michitsura op als bevelhebber van de 5e divisie. Later was hij bevelhebber van de Japanse Keizerlijke Wacht en gouverneur-generaal voor de verdediging van Tokio. Hij werd in 1895 danshaku (baron) in het kazoku-systeem in 1895. In 1903 werd hij generaal.

## Russisch-Japanse Oorlog
In de Russisch-Japanse Oorlog ging Oku naar het front als bevelvoerend generaal van het Japanse 2e Leger. Hij vocht in de Slag bij Nanshan, de Slag bij Shaho en de Slag bij Mukden. Oku was grotendeels doof en nam nooit deel aan strategievergaderingen of stafvergaderingen.
Oku toonde geen enkele belangstelling voor politiek en trok zich na de oorlog volledig terug.
Oku ontving de Orde van de Gouden Wouw in 1906 en werd in 1907 hakushaku (graaf). In 1911 kreeg hij de eretitel van veldmaarschalk.

## Decoratie
- Grootkruis in de Orde van de Gouden Wouw in 1906
- Graaf in 1907[1]
- Baron in 1902[1]